# Павел Праун
Па́вел Пра́ун (пол. Paweł Praun; 1836, с. Королівка, біля Лежайська, тепер Польща — 1910) — польський пожежник, керівник пожежної служби у Львові з 1864 до 1906 року.

## Життєпис
Пройшов військову службу, з відзнакою закінчив саперну академію у Тульні. Вивчав пожежну справу у Берліні та Майнці. Брав участь в італійській кампанії 1859 року та нагороджений орденом Залізної Корони третього класу. Шляхтич.
1864 року внаслідок смертельної травми, отриманої під час ліквідування пожежі, загинув Ейтельбергер, начальник бригади, що обслуговувала пожежні насоси. Капітан інженерних військ Павел Праун став його наступником.
Праун став одним зі співзасновників крайового товариства «Сокіл» у Львові (статут затверджено 7 лютого 1867 року).
1875 року ініціював створення Спілки добровільних пожежників Галичини і Лодомерії. Його уможливило прийняття 15 листопада 1867 р. закону про добровільні товариства, який повпливав на формування системи державного управління пожежною охороною на теренах Галичини. Спілка ця стала першим на українських теренах об'єднаним центром пожежних добровольців. До 1875 року добровільна пожежна служба у Львові була частиною гімнастичного товариства «Сокул».
У 1886 році Праун очолив крайові курси пожежної справи та новостворену технічну комісію при них. Власним коштом видав обсяговий посібник «Практичні вказівки з облаштування пожежної охорони й гасіння пожеж» (польськ. «Praktyczne wskazówki urządzania straży ogniowej i gaszenia pożarów») (1869). Належав до екзаменаційної комісії крайових курсів пожежництва у Львові, а також був керівником цих курсів. Проходили вони, зокрема, з 19 липня до 2 серпня 1896 року, 16—30 травня 1897 року, 4—18 травня 1899 року.
Подав у відставку з посади начальника корпусу пожежників 21 січня 1906 року, але де-факто очолював його до квітня того року. Наступником Павела Прауна на цій посаді став доктор Зигмунт Рігер (Zygmunt Rieger).
Похований на 72 полі Личаківського цвинтаря.